# Halo 4: Forward Unto Dawn
Halo 4: Forward Unto Dawn ist eine US-amerikanische Science-Fiction-Action-Miniserie aus dem Jahr 2012. Ihre Geschichte spielt im Halo-Universum, welches vor allem durch seine Videospielumsetzungen bekannt wurde.

## Handlung
Im Jahr 2525 besiedelt die Menschheit zahlreiche andere Planeten und befindet sich in einem Bürgerkrieg. Der Kadett Thomas Lasky besucht zusammen mit anderen Kadetten die militärische Corbulo-Akademie, benannt nach Gnaeus Domitius Corbulo, auf einem anderen Planeten, um sich zum Offizier ausbilden zu lassen. Sein Bruder starb bereits als Soldat im Bürgerkrieg und Lasky sieht selbst wenig Sinn in diesem Krieg, worunter auch seine Leistungen auf der Akademie leiden. Er empfindet auch starke Gefühle für Chyler Silva.
Einen Tag bevor Lasky aufgrund von gesundheitlichen Problemen die Akademie verlassen könnte, wird diese angegriffen. Zur Überraschung aller stellt sich heraus, dass es sich bei den Angreifern nicht um menschliche Rebellen, sondern um die Allianz, ein religiöses Bündnis verschiedener außerirdischer Spezies handelt, deren Existenz zuvor vor der breiten Masse geheim gehalten wurde. Die Allianz führt einen heiligen Krieg gegen die Menschheit mit dem Ziel, diese auszurotten. Die gesamte Akademie wird von der Allianz überrannt und nur wenige der Kadetten, darunter auch Lasky und Silva, können sich verstecken. Diese werden vom Master Chief, einem Supersoldaten, gerettet und zu einem Evakuierungspunkt gebracht. Auf dem Weg dorthin stirbt Silva in einem Kampf.
Auf dem Weg vom Planeten sehen die Kadetten noch, wie die Allianz beginnt, die Planetenoberfläche mit ihren Raumschiffen zu bombardieren.

## Episodenliste
| Nr. | Deutscher Titel | Originaltitel | Erstausstrahlung USA | Regie           | Drehbuch                    |
| --- | --------------- | ------------- | -------------------- | --------------- | --------------------------- |
| 1   | Teil 1          | Part 1        | 5. Okt. 2012         | Stewart Hendler | Todd Helbing, Aaron Helbing |
| 2   | Teil 2          | Part 2        | 12. Okt. 2012        | Stewart Hendler | Todd Helbing, Aaron Helbing |
| 3   | Teil 3          | Part 3        | 19. Okt. 2012        | Stewart Hendler | Todd Helbing, Aaron Helbing |
| 4   | Teil 4          | Part 4        | 26. Okt. 2012        | Stewart Hendler | Todd Helbing, Aaron Helbing |
| 5   | Teil 5          | Part 5        | 2. Nov. 2012         | Stewart Hendler | Todd Helbing, Aaron Helbing |

## Hintergrund
Halo 4: Forward Unto Dawn ist eine limitierte Webserie. Sie wurde von 343 Industries, Laskey Productions und den Microsoft Studios produziert und kostete insgesamt 12,5 Millionen US-Dollar. Halo 4: Forward Unto Dawn ist die zweite Serie, die auf der gleichnamigen Videospielreihe basiert. Die erste war Halo Legends aus dem Jahr 2010. Auf Halo 4: Forward Unto Dawn folgte 2014 Halo: Nightfall.

## Auszeichnungen
Streamy Awards 2013
Nominierungen:
- in der Kategorie Best Writing: Drama für Todd Helbing und Aaron Helbing
- in der Kategorie Best Actor in a Drama für Tom Green
- in der Kategorie Best Actress in a Drama für Anna Popplewell
- in der Kategorie Best Action or Sci-fi Series für Stewart Hendler

Auszeichnungen:
- in der Kategorie Best Drama Series für Joshua Feldman und Lydia Antonini
- in der Kategorie Best Editing für Michael Louis Hill
- in der Kategorie Best Production Design für Kasra Farahani
- in der Kategorie Best Cinematography für Brett Pawlak

Visual Effects Society Awards 2013
- nominiert für die VES Awards in der Kategorie Outstanding Virtual Cinematography in a Broadcast Program or Commercial für Steven Mark Chen, Phil Dakin und Paul Stodolny

Golden Reel Award
- Auszeichnung in der Kategorie Best Sound Editing - Computer Episodic Entertainment für Zach Seivers, J.M. Davey, Rodrigo Ortiz-Parraga, Jared Neal, George Pereyra, Tobias Poppe, Charles Maynes und Andrew Scott Duncan

Primetime Emmy Award 2013
- nominiert in der Kategorie Outstanding Main Title Design für Heiko Schneck, Fabian Poss, Csaba Letay und Jan Bitzer[1]